# Centri provinciali per l'istruzione degli adulti
I centri provinciali per l'istruzione degli adulti (CPIA) sono istituzioni scolastiche autonome dotate di un proprio organico e di un specifico assetto organizzativo e didattico. Sono stati istituiti con decreto del presidente della Repubblica 263/2012.
Sono suddivisi in percorsi di primo livello, finalizzati al conseguimento del titolo conclusivo del primo ciclo, e percorsi di secondo livello, atti al conseguimento del diploma di istruzione tecnica, professionale e artistica, e percorsi di alfabetizzazione e di apprendimento della lingua italiana.